# Powietrzna bitwa o Berlin
Powietrzna bitwa o Berlin – seria brytyjskich nalotów bombowych na Berlin, dokonywanych od listopada 1943 do marca 1944 roku. Kampania nie ograniczała się wyłącznie do Berlina. Bombardowane były też, celem zapobieżenia koncentracji niemieckich myśliwców nad stolicą, inne miasta niemieckie (na przykład Hamburg, Kolonia, Brema, Magdeburg).
Pomysłodawcą i rozkazodawcą operacji był Arthur „Bomber” Harris, dowódca RAF Bomber Command w listopadzie 1943 roku. Harris uważał, że w ten sposób złamie niemiecki opór: „stracimy 400 do 500 samolotów, ale Niemcy przegrają wojnę”. W tym czasie Harris mógł rzucić do ataku każdej nocy ponad 800 bombowców dalekiego zasięgu wyposażonych w coraz nowocześniejsze urządzenia nawigacyjne, jak choćby radar H2S. W okresie od listopada 1943 do marca 1944 roku Bomber Command przeprowadziło 16 zmasowanych ataków na Berlin.

## Efekty
Generalnie przyjmuje się, że bitwę o Berlin Royal Air Force (RAF) przegrała. Nie sprawdziły się przewidywania Harrisa: w trakcie nalotów zestrzelonych zostało nie 400–500, a 1047 bombowców RAF, 1682 dalszych uległo uszkodzeniom, a życie straciło (lub trafiło do niewoli) ponad 7000 członków załóg. Najcięższe straty poniesiono podczas ostatniego rajdu (na Norymbergę), 30 marca 1944 roku, kiedy to Niemcy zestrzelili 94 a uszkodzili 71 z ogólnej liczby 795 bombowców.
W rezultacie bitwa o Berlin została wstrzymana aż do chwili, gdy 8 Armia Powietrzna USAAF mogła podjąć, latem 1944 roku, zmasowane naloty dzienne.